# Транспорт Австралії
Транспорт Австралії представлений автомобільним , залізничним , повітряним , водним (морським, річковим)  і трубопровідним , у населених пунктах  та у міжміському сполученні діє громадський транспорт пасажирських перевезень. Площа країни дорівнює 7 741 220 км² (6-те місце у світі). Форма території країни — складна, видовжена в широтному напрямку; максимальна дистанція з півночі на південь — 3200 км, зі сходу на захід — 3850 км. Відокремлене географічне положення Австралії не дозволяє контролювати важливі світові транспортні шляхи; незначні транспортні потоки з Азії та Європи до Нової Зеландії та Океанії.

## Автомобільний
Загальна довжина автошляхів у Австралії, станом на 2011 рік, дорівнює 823 217 км, з яких 356 343 км із твердим покриттям і 466 874 км без нього (9-те місце у світі).

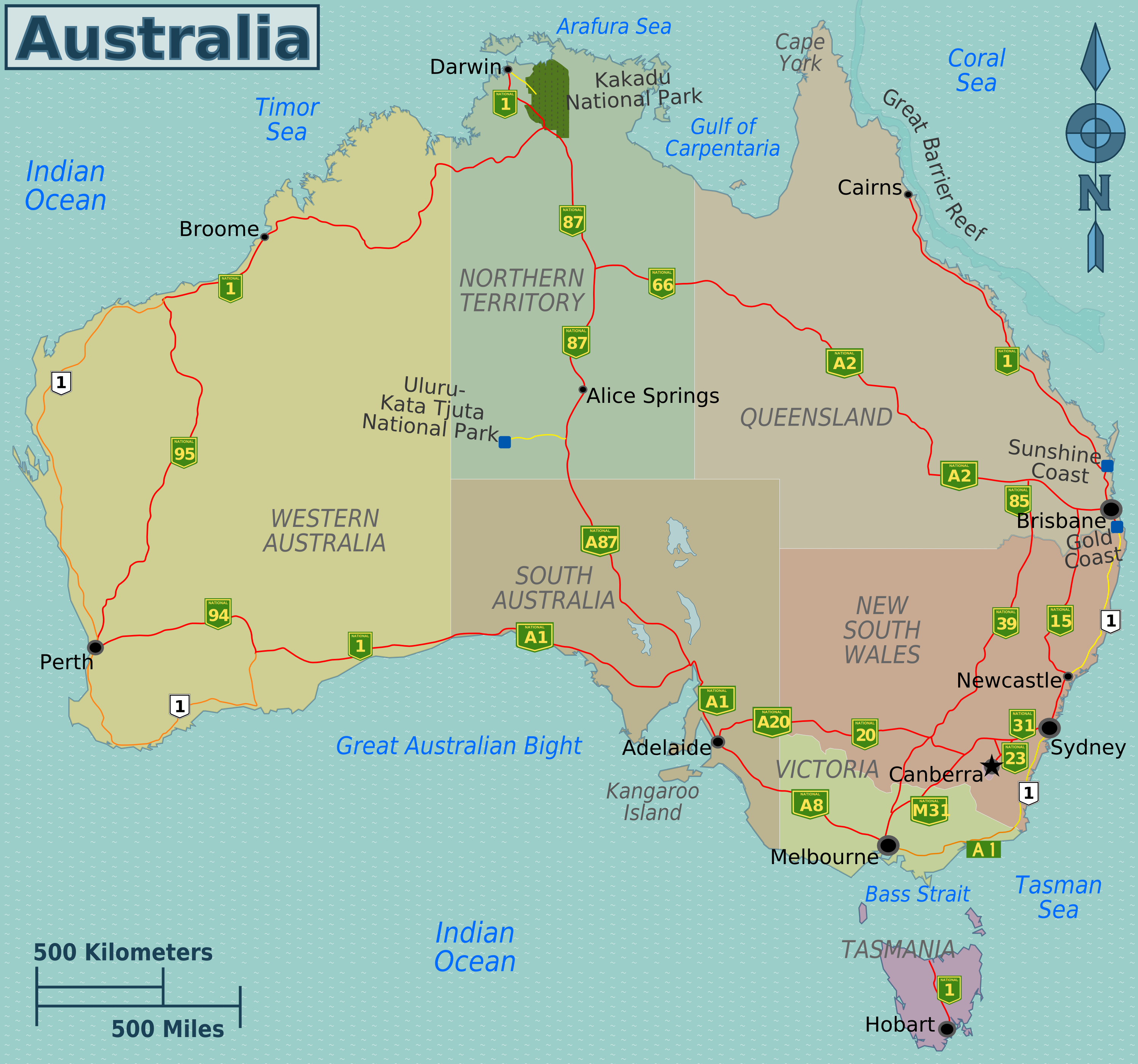
Головні автомагістралі Австралії
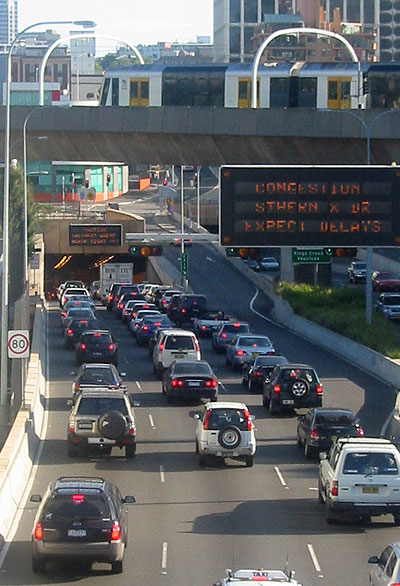
Автомобільний трафік у Сіднеї
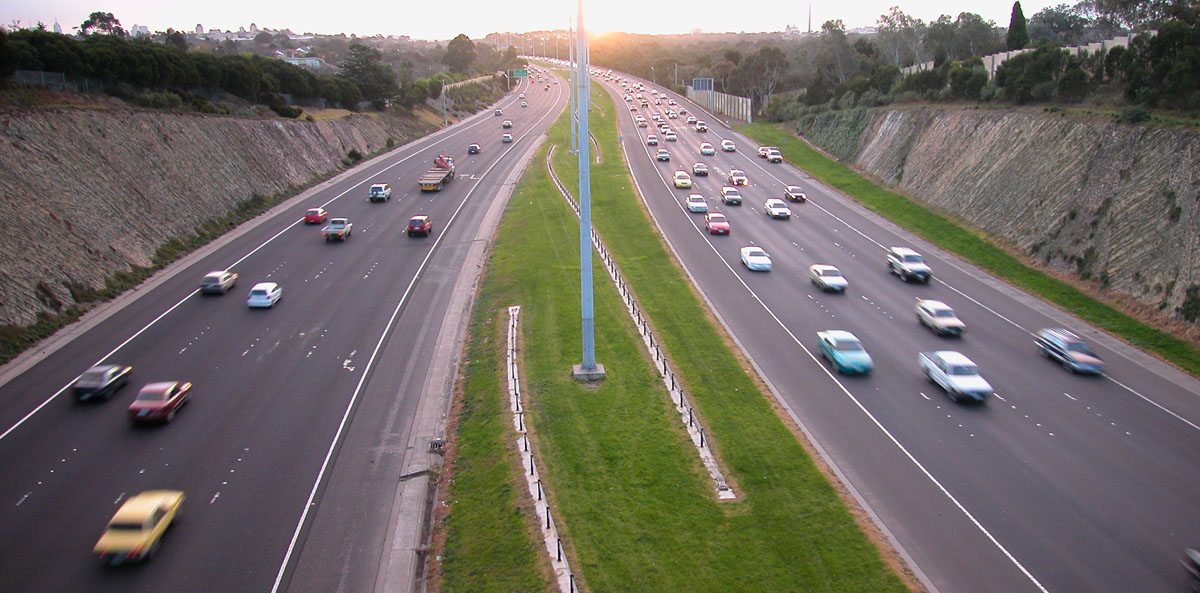
Східний фрівей у Мульбурні

## Залізничний
Загальна довжина залізничних колій країни, станом на 2014 рік, становила 36 968 км (7-ме місце у світі), з яких 3 727 км широкої 1600-мм колії (372 км електрифіковано), 18 727 км стандартної 1435-мм колії (650 км електрифіковано), 14 5135 км вузької 1067-мм колії (2 0755 км електрифіковано).

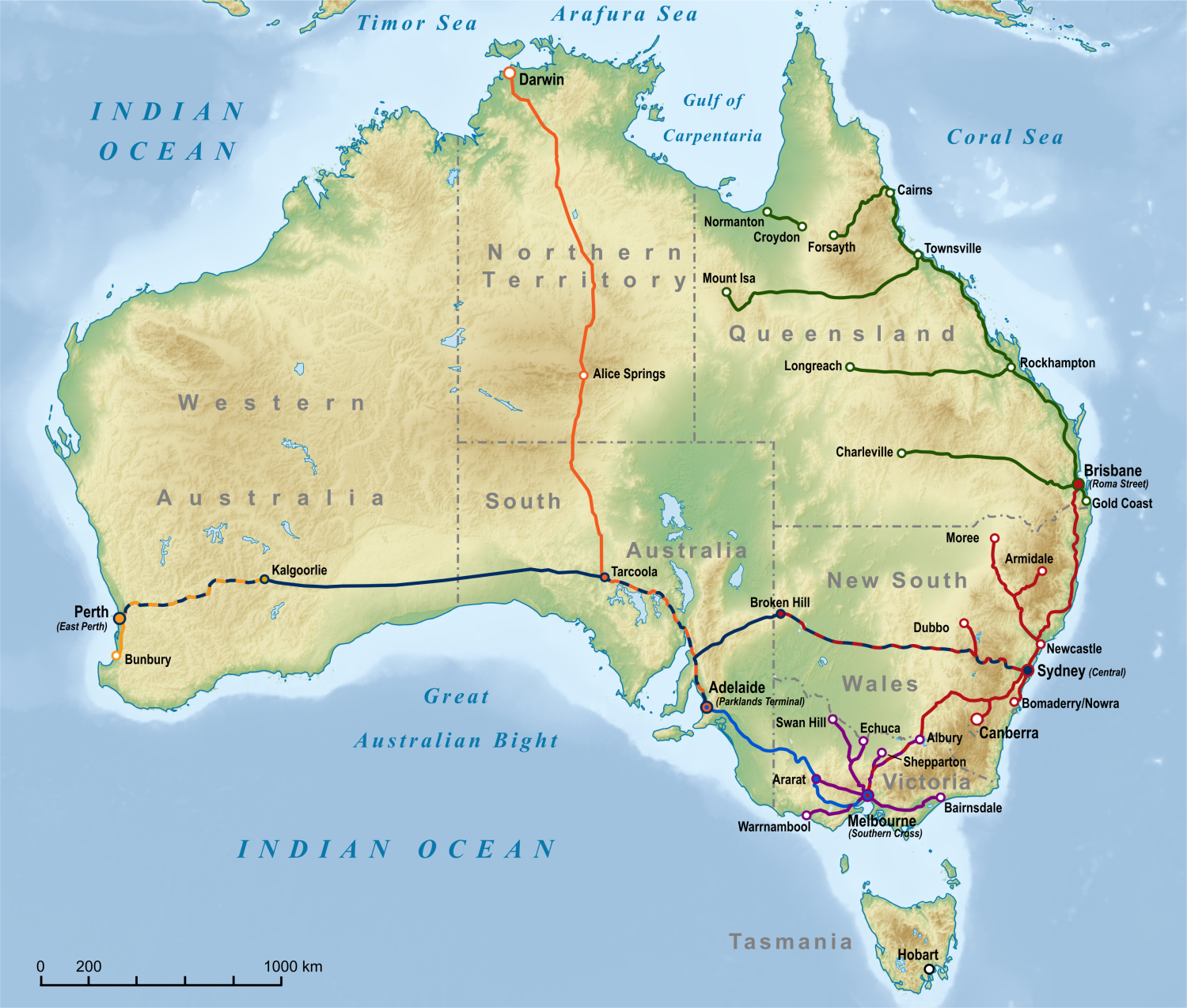
Карта-схема пасажирських залізниць
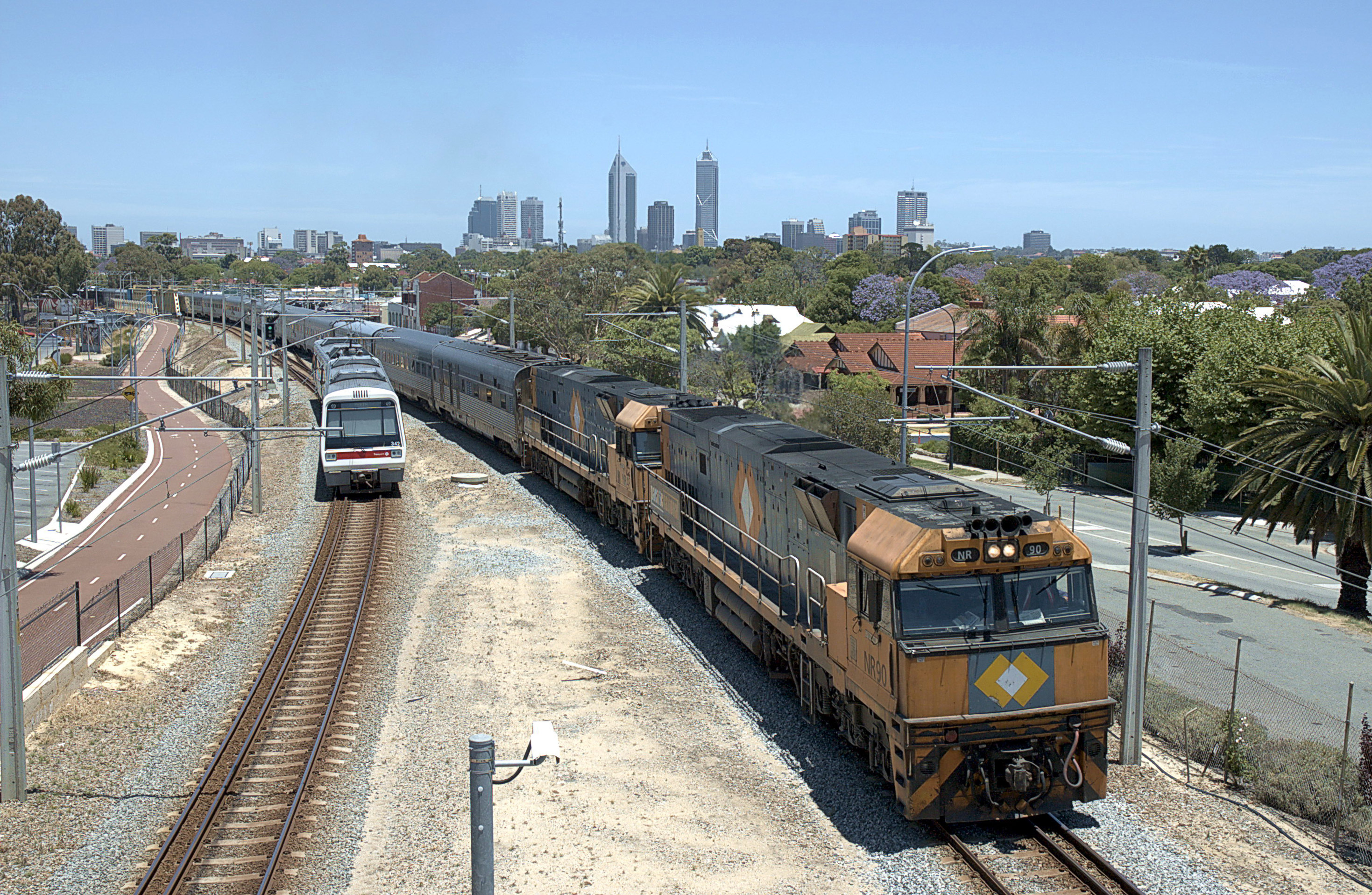
Потяг «Індіан Пасіфік» у Перті

## Повітряний
У країні, станом на 2013 рік, діє 480 аеропортів (16-те місце у світі), з них 349 із твердим покриттям злітно-посадкових смуг і 131 із ґрунтовим. Аеропорти країни за довжиною злітно-посадкових смуг розподіляються наступним чином (у дужках окремо кількість без твердого покриття):
- довші за 10 тис. футів (>3047 м) — 11 (0);
- від 10 тис. до 8 тис. футів (3047-2438 м) — 14 (0);
- від 8 тис. до 5 тис. футів (2437—1524 м) — 155 (16);
- від 5 тис. до 3 тис. футів (1523—914 м) — 155 (101);
- коротші за 3 тис. футів (<914 м) — 14 (14)[1].

У країні, станом на 2015 рік, зареєстровано 11 авіапідприємств, які оперують 175 повітряними суднами. За 2015 рік загальний пасажирообіг на внутрішніх і міжнародних рейсах становив 69,3 млн осіб. За 2015 рік повітряним транспортом було перевезено 1,89 млн тонно-кілометрів вантажів (без врахування багажу пасажирів).
У країні, станом на 2013 рік, споруджено і діє 1 гелікоптерний майданчик.

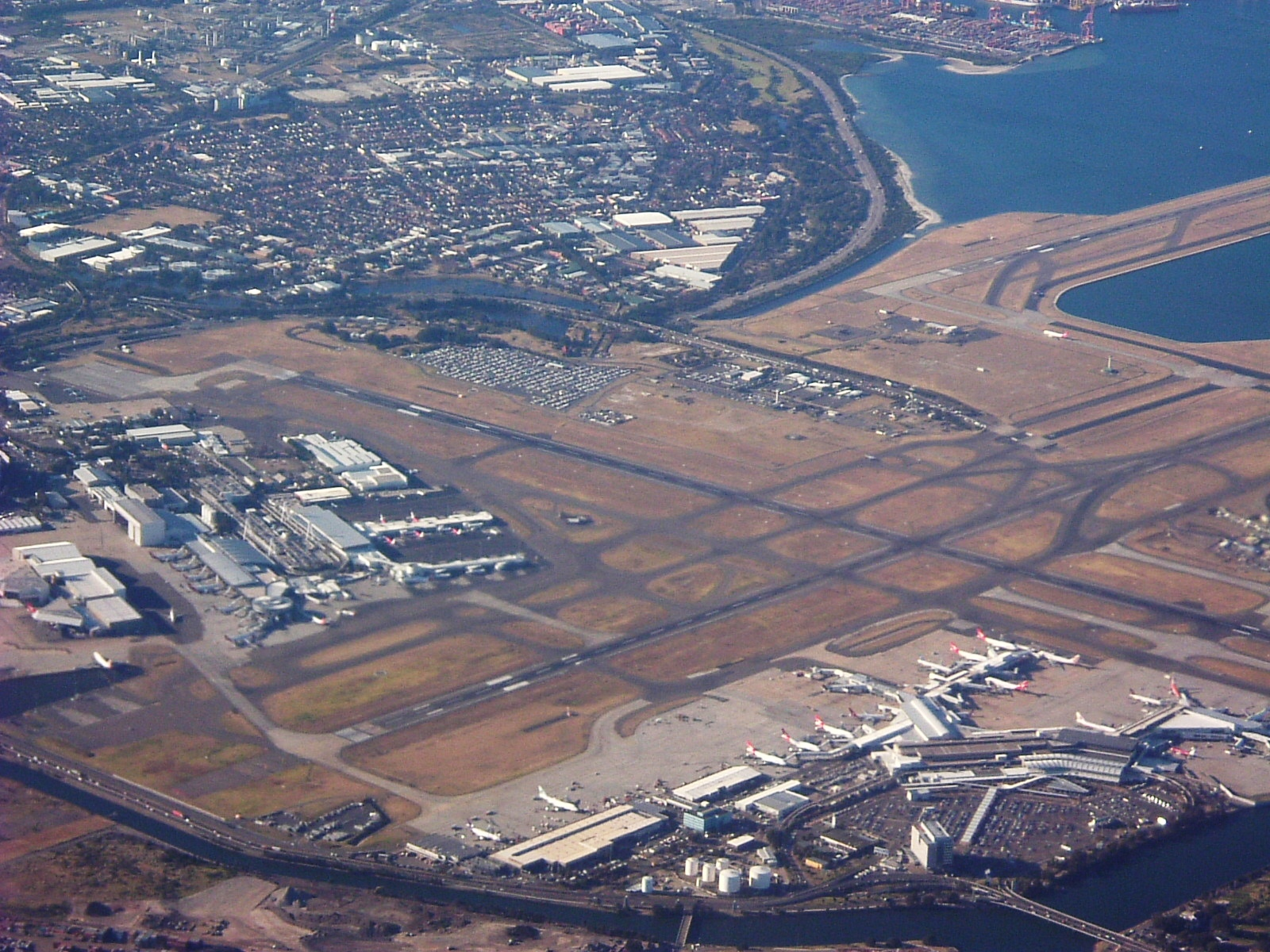
Сіднейський аеропорт
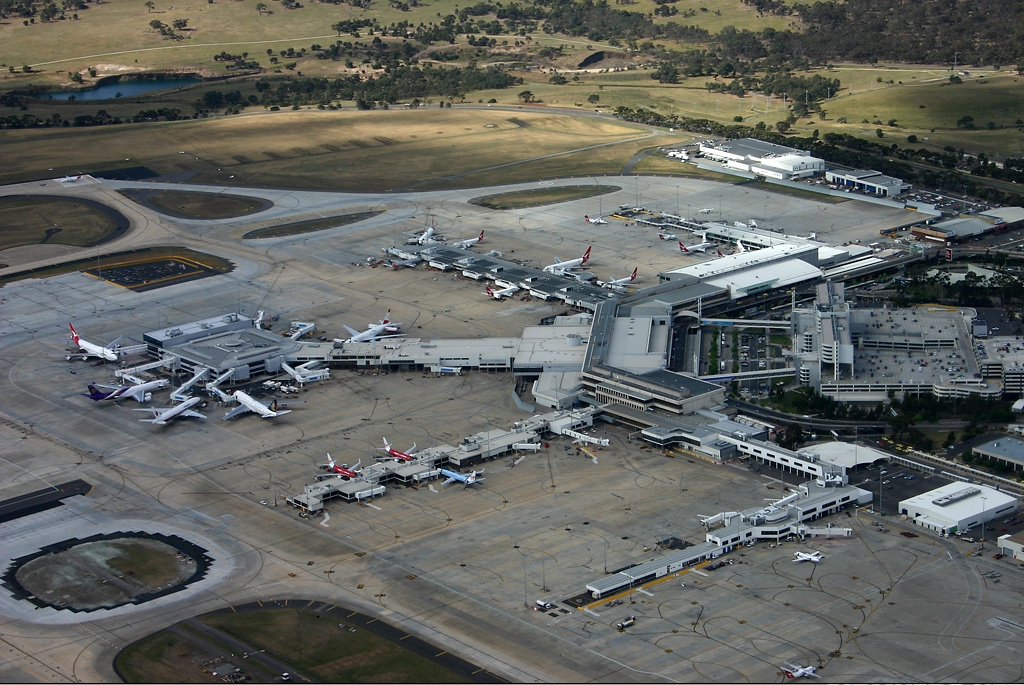
Мельбурнський аеропорт
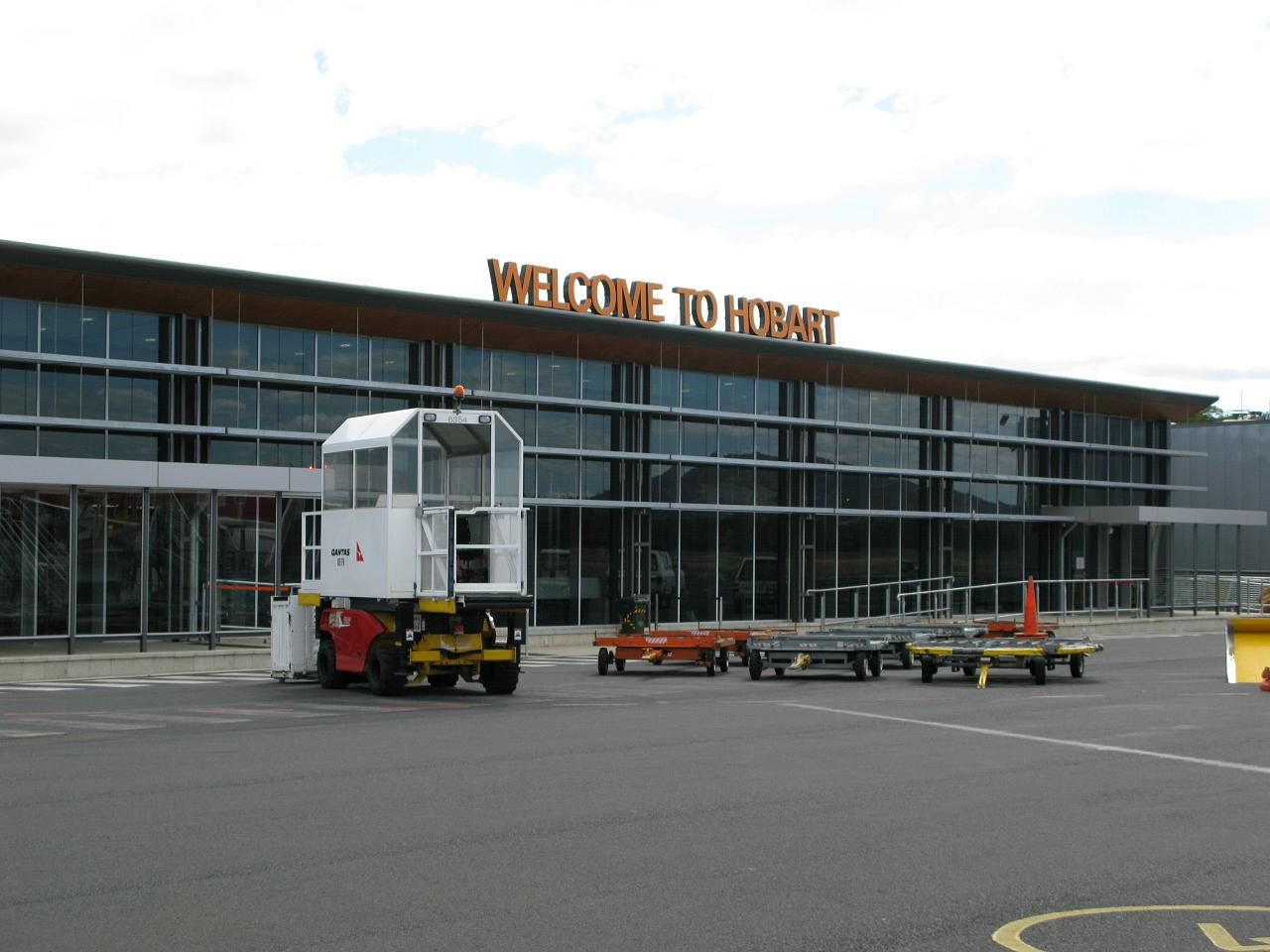
Термінал аеропорту в Гобарті
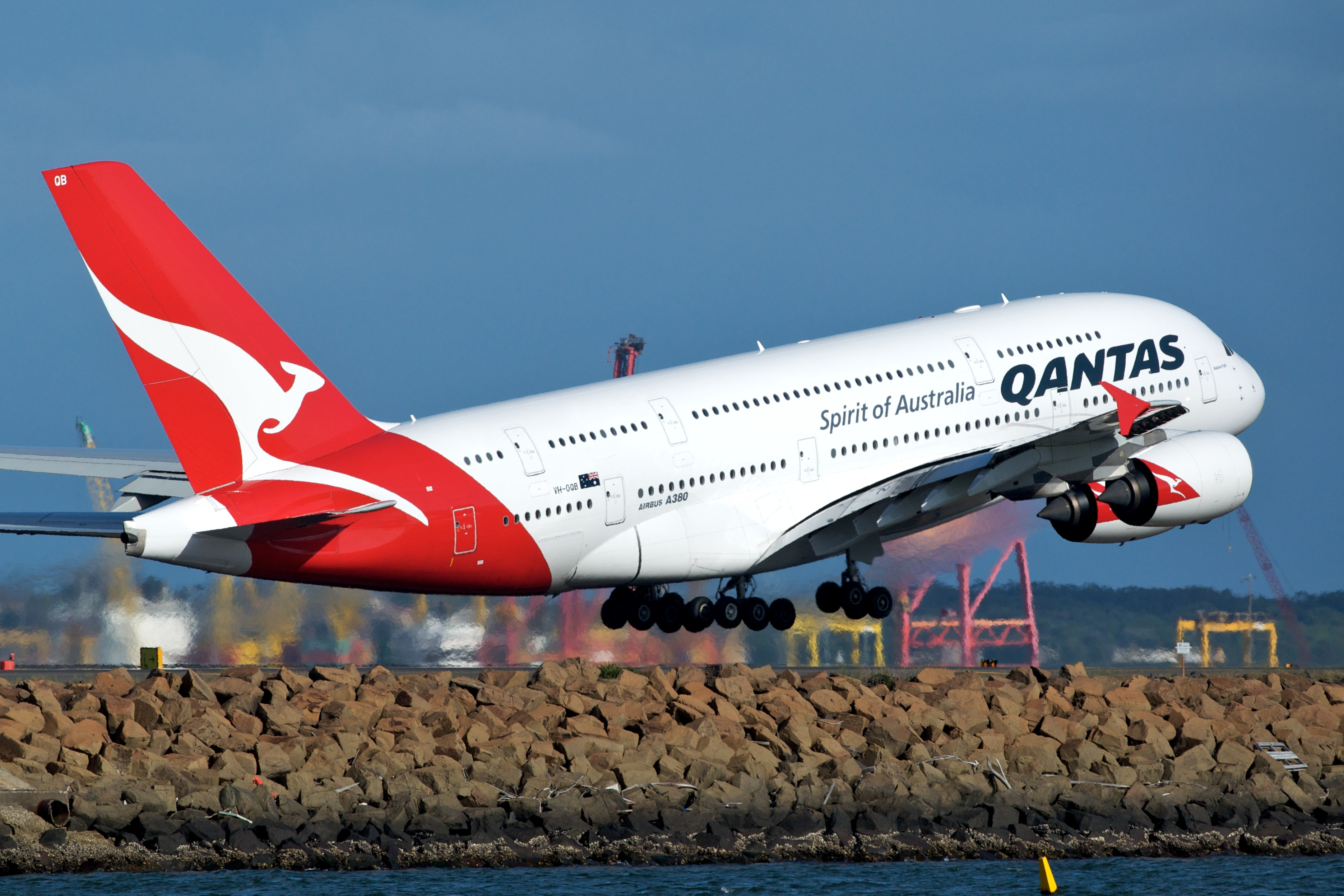
Аеробус А380 у лівреї австралійських авіаліній Qantas

Австралія є членом Міжнародної організації цивільної авіації (ICAO). Згідно зі статтею 20 Чиказької конвенції про міжнародну цивільну авіацію 1944 року, Міжнародна організація цивільної авіації для повітряних суден країни, станом на 2016 рік, закріпила реєстраційний префікс — VH, заснований на радіопозивних, виділених Міжнародним союзом електрозв'язку (ITU). Аеропорти Австралії мають літерний код ІКАО, що починається з — Y.

## Водний

### Морський
Головні морські порти країни: Брисбен, Кернс, Дарвін, Фрімантл, Джилонг, Гладстон, Гобарт, Мельбурн, Ньюкасл, Аделаїда, Порт-Кембла, Сідней. Балкерне завантаження залізної руди в портах Дампір, Порт-Гедленд і Валкотт, кам'яного вугілля в портах Далрімпл-Бей і Хей-Пойнт. Річний вантажообіг контейнерних терміналів (дані за 2011 рік): Брисбен — 1,0 млн, Сідней — 2,03 млн, Мельбурн — 2,5 млн контейнерів (TEU). СПГ-термінали для експорту скрапленого природного газу діють у портах: Дарвін, Каррата, Баррап, Кертіс-Айленд.

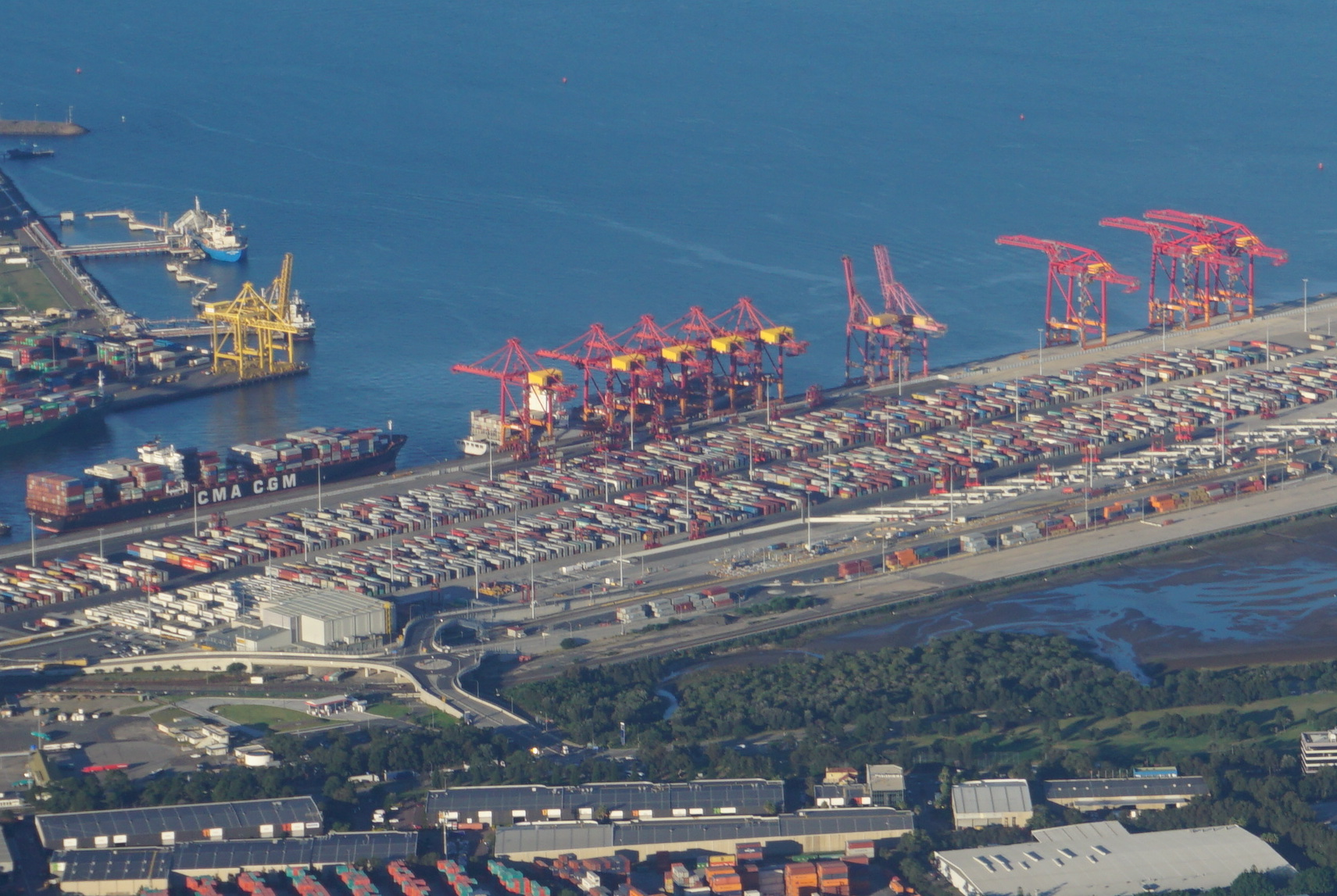
Порт-Ботані, Сідней
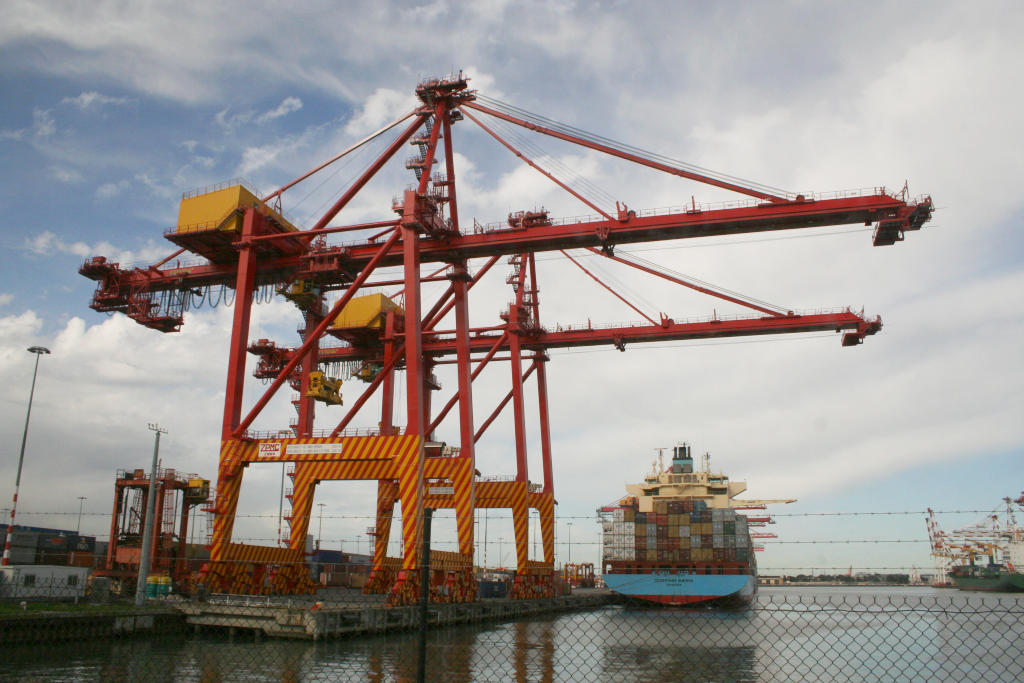
Контейнерний термінал у Мельбурні
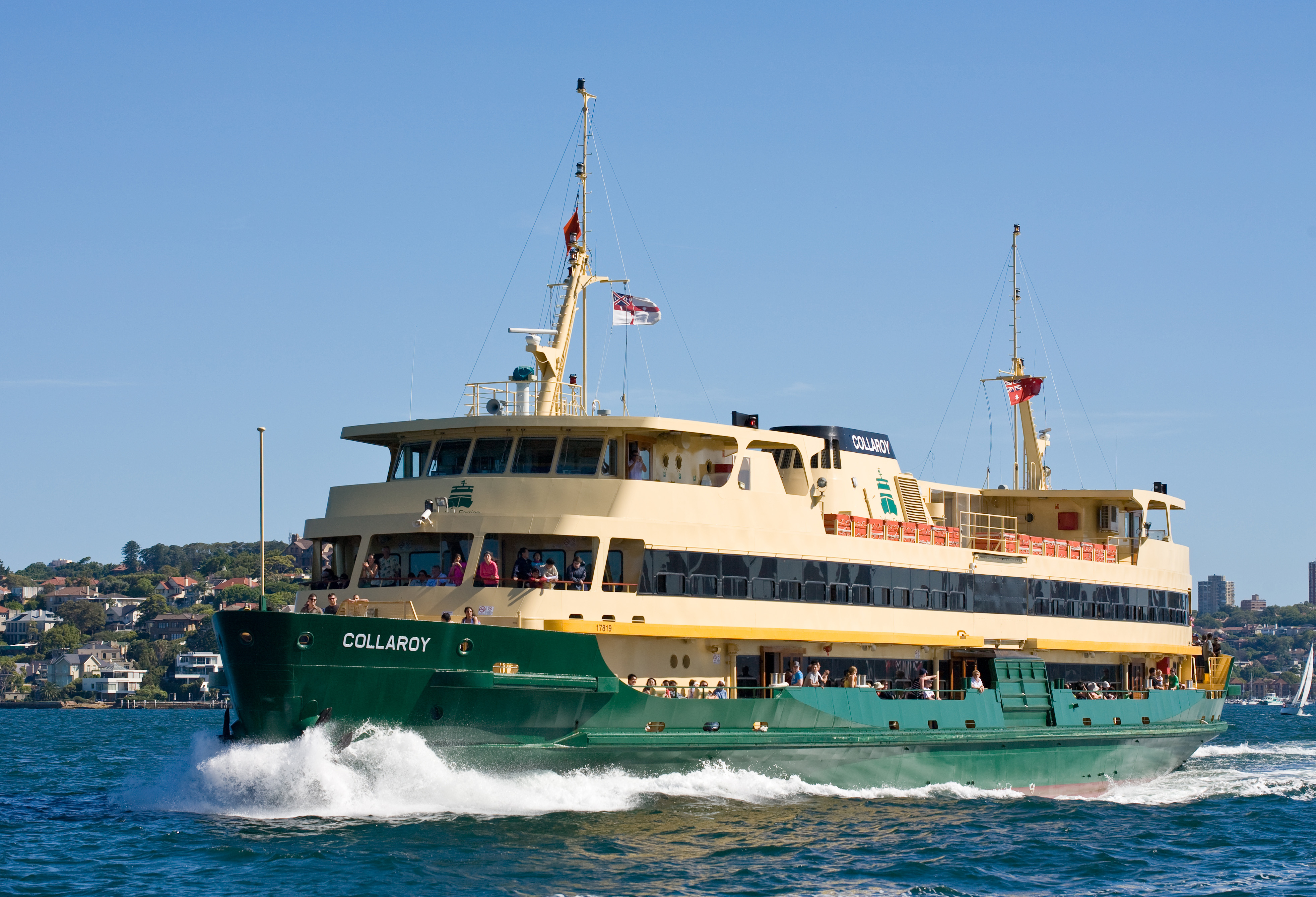
Сіднейський пором

Морський торговий флот країни, станом на 2010 рік, складався з 41 морського судна з тоннажем більшим за 1 тис. реєстрових тонн (GRT) кожне (75-те місце у світі), з яких: балкерів — 8, суховантажів — 7, газовозів — 4, пасажирських суден — 6, вантажно-пасажирських суден — 6, нафтових танкерів — 5, ролкерів — 5.
Станом на 2010 рік, кількість морських торгових суден, що ходять під прапором країни, але є власністю інших держав — 17 (Канади — 5, Німеччини — 2, Сінгапуру — 2, Південно-Африканської Республіки — 1, Великої Британії — 5, Сполучених Штатів Америки — 2); зареєстровані під прапорами інших країн — 25 (Багамських Островів — 1, Домініки — 1, Фіджі — 2, Ліберії — 1, Нідерландів — 1, Панами — 4, Сінгапуру — 12, Тонги — 1, Великої Британії — 1, Сполучених Штатів Америки — 1).

### Річковий
Загальна довжина судноплавних ділянок річок і водних шляхів, доступних для суден з дедвейтом понад 500 тонн, 2011 року становила 2 000 км (42-ге місце у світі). Головна водна транспортна артерія країни — річкова система Муррей—Дарлінг.

## Трубопровідний
Загальна довжина газогонів у Австралії, станом на 2013 рік, становила 30 693 км; трубопроводів зрідженого газу — 240 км; нафтогонів — 3 609 км; інших трубопроводів — 110 км; продуктогонів — 72 км.

## Міський громадський

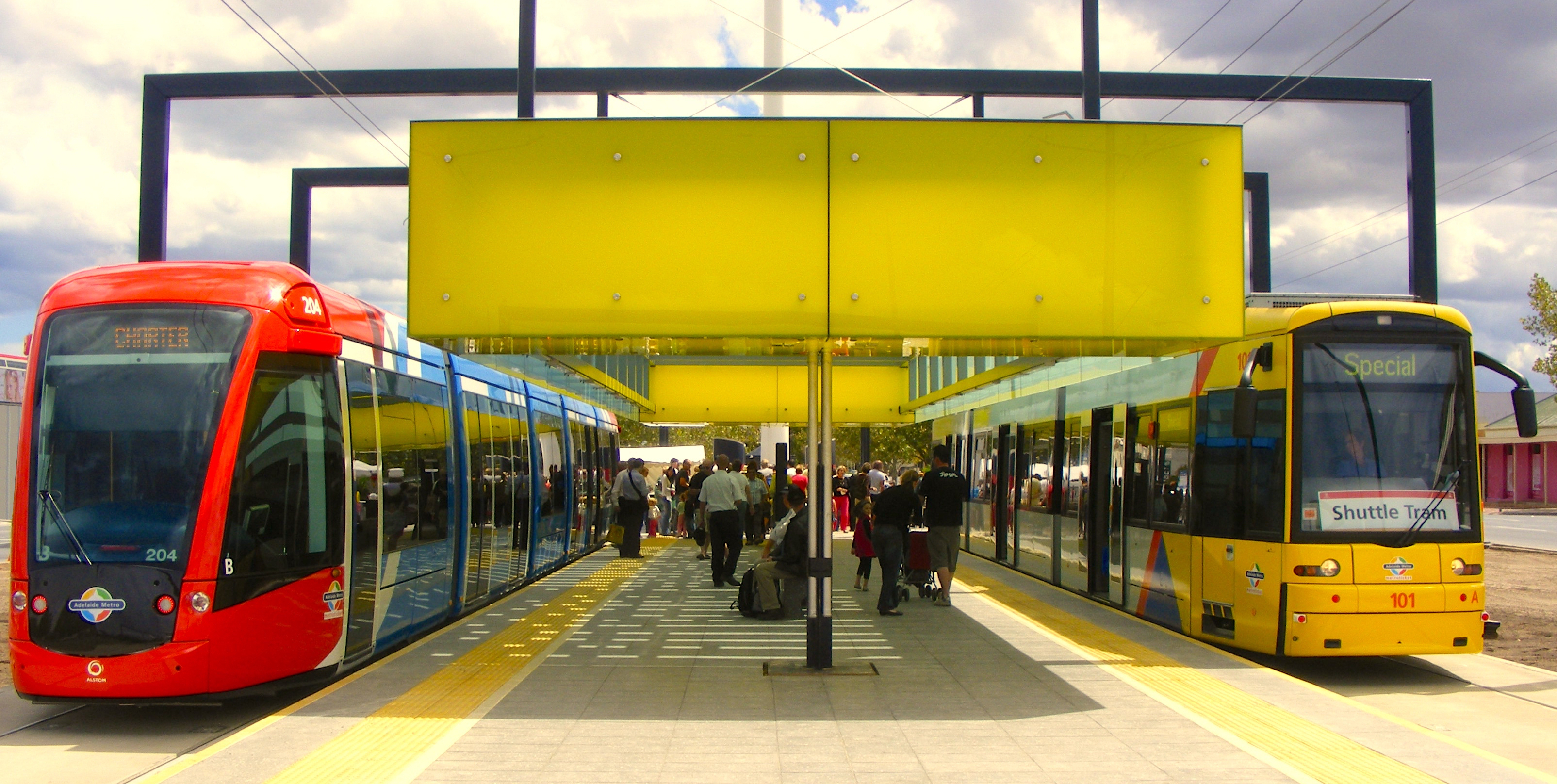
Аделаїдські трамваї

| Місто        | Автобус | Міська залізниця | Пором           | Трамвай                | Легкорейковий | Монорельс   | Тролейбус   |
| ------------ | ------- | ---------------- | --------------- | ---------------------- | ------------- | ----------- | ----------- |
| Аделаїда     | Так     | Так              |                 | Так                    |               |             | (1937—1963) |
| Балларат     | Так     |                  |                 | (1887—1971)            |               |             |             |
| Бендіго      | Так     |                  |                 | (1892—1972; 2008—2009) |               |             |             |
| Брисбен      | Так     | Так              | Так             | (1885—1969)            |               |             | (1951—1969) |
| Канберра     | Так     |                  |                 |                        |               |             |             |
| Коффс-Гарбор | Так     |                  |                 |                        |               |             |             |
| Дарвін       | Так     |                  |                 |                        |               |             |             |
| Джилонг      | Так     | Так              |                 | (1912—1956)            |               |             |             |
| Голд-Кост    | Так     | Так              |                 |                        | Так           | Так         |             |
| Гобарт       | Так     |                  |                 | (1893—1960)            |               |             | (1935—1968) |
| Лонсестон    | Так     |                  |                 | (1911—1952)            |               |             | (1951—1968) |
| Мельбурн     | Так     | Так              | Так [ Прим. 3 ] | Так                    | Так           |             |             |
| Ньюкасл      | Так     | Так              | Так             | (1887—1950)            |               |             |             |
| Перт         | Так     | Так              | Так             | (1899—1958)            |               |             | (1934—1969) |
| Рокгемптон   | Так     |                  |                 | (1909—1939)            |               |             |             |
| Сідней       | Так     | Так              | Так             | (1861—1961)            | Так           | (1988-2013) | (1934—1959) |

1. ↑  Залишено історичну музеїфіковану лінію.
2. ↑  Залишено лінію з постійним рухом для туристів. 2008 року була спроба організувати регулярні пасажирські перевезення.
3. ↑  Поза системою міського транспорту, послуги надаються приватними компаніями.

## Державне управління
Держава здійснює управління транспортною інфраструктурою країни через міністерство інфраструктури і транспорту. Станом на 1 лютого 2017 року міністерство в уряді Малкольма Блая Тернбулла очолював Даррен Джефрі Честер.

### Українською
- Атлас. 10-11 клас. Економічна і соціальна географія світу / упорядники :  О. Я. Скуратович, Н. І. Чанцева. — К. : ДНВП «Картографія», 2010. — ISBN 978-966-475-639-3.
- Атлас світу / голов. ред. І. С. Руденко ; зав. ред. В. В. Радченко ; відп. ред. О. В. Вакуленко. — К. : ДНВП «Картографія», 2005. — 336 с. — ISBN 9666315467.
- Безуглий В. В. Економічна і соціальна географія зарубіжних країн : Навчальний посібник. — К. : ВЦ «Академія», 2007. — 704 с. — ISBN 978-966-580-239-6.
- Безуглий В. В., Козинець С. В. Регіональна економічна і соціальна географія світу : Навчальний посібник. — видання 2-ге, доп., перероб. — К. : ВЦ «Академія», 2007. — 688 с. — ISBN 966-580-144-9.
- Головченко В., Кравчук О. Країнознавство: Азія, Африка, Латинська Америка, Австралія і Океанія. — К., 2006. — 335 с. — ISBN 966-8939-04-2.
- Дахно І. І. Країни світу: Енциклопедичний довідник / І. І. Дахно, С. М. Тимофієв. — К. : Мапа, 2011. — 606 с. — (Бібліотека нового українця) — ISBN 978-966-8804-23-6.
- Дахно І. І. Економічна географія зарубіжних країн : навчальний посібник. — К. : Центр учбової літератури, 2014. — 319 с. — ISBN 978-611-01-0682-5.
- Дорошенко В. І. Географія транспорту : Навчальний посібник / В. І. Дорошенко, К. Д. Діденко. — К. : Київський нац. ун-т ім. Т. Шевченка, 2010. — 183 с. — ISBN 978-966-439-329-1.
- Дубович І. А. Країнознавчий словник-довідник. — 5-те вид., перероб. і доп. — К. : Знання, 2008. — 839 с. — ISBN 978-966-346-330-8.
- Книш М. М., Мамчур О. І. Регіональна економічна і соціальна географія світу (Латинська Америка та Карибські країни, Африка, Азія, Океанія) : навч. посіб. — Л. : ЛНУ ім. Івана Франка, 2013. — 368 с. — ISBN 978-617-10-0007-0.
- Економічна і соціальна географія країн світу : Навчальний посібник / За ред. С. П. Кузика. — Л. : Світ, 2002. — 672 с. — ISBN 966-603-178-7.
- Зарубіжна транспортна географія : навчальний посібник / уклад. : Петрашевський О. Л. и др. — К. : Національний транспортний університет, 2015. — 95 с. — ISBN 978-966-632-227-5.
- Юрківський В. М. Регіональна економічна і соціальна географія. Зарубіжні країни : Підручник. — К. : Либідь, 2001. — 416 с. — ISBN 966-06-0092-5.

### Англійською
- (англ.) Modern Transport Geography / Hoyle, B. and R. Knowles (eds). — Second Edition,. — London : Wiley, 1998.
- (англ.) Rodrigue, J-P. The Geography of Transport Systems. — Fourth Edition. — N. Y. : Routledge, 2017. — 440 с. — ISBN 978-1138669574.
- (англ.) Taaffe E. J., Gauthier H. L. and O'Kelly M. E. Geography of transportation. — Second Edition. — N. Y. : Prentice Hall, 1996. — ISBN 0-13-368572-1.
- (англ.) Black, W. Transportation: A Geographical Analysis. — N. Y. : Guilford, 2003.

### Російською
- (рос.) Максаковский В. П. Географическая картина мира. Книга I: Общая характеристика мира. — М. : Дрофа, 2008. — 495 с. — ISBN 978-5-358-05275-8.
- (рос.) Максаковский В. П. Географическая картина мира. Книга II: Региональная характеристика мира. — М. : Дрофа, 2009. — 480 с. — ISBN 978-5-358-06280-1.
- (рос.) Физико-географический атлас мира. — М. : Академия наук СССР и главное управление геодезии и картографии ГГК СССР, 1964. — 298 с.
- (рос.) Шаповал Н. С. Транспортная география и транспортные системы мира : учебное пособие. — К. : Центр учбової літератури, 2006. — 188 с. — ISBN 000-0000-00-4.
- (рос.) Экономическая, социальная и политическая география мира. Регионы и страны / под ред. С. Б. Лаврова, Н. В. Каледина. — М. : Гардарики, 2002. — 928 с. — ISBN 5-8297-0039-5.
- (рос.) Энциклопедия стран мира / глав. ред. Н. А. Симония. — М. : НПО «Экономика» РАН, отделение общественных наук, 2004. — 1319 с. — ISBN 5-282-02318-0.